# Jaren
Jaren è un villaggio della Norvegia, situato nella municipalità di Gran, nella contea di Innlandet.